# Роке Санта Круз
Роке Луис Санта Круз Кантеро (шп. Roque Luis Santa Cruz Cantero; 16. август 1981, Асунсион) је парагвајски фудбалер, који тренутно наступа за Олимпију Асунсион. Игра на позицији нападача.

## Клупска каријера
Роке Санта Круз је поникао у Олимпији из Асунсиона. Са 15 година га је тренер Луис Кубиља увео да тренира са првим тимом. Након тога је убрзо и дебитовао у првенству Парагваја. Санта Круз је са Олимпијом освојио првенство 3 сезоне заредом.
Године 1999. прелази у Бајерн Минхен. Због конкуренције и повреда у првој сезони је постигао само 5 голова у Бундеслиги. У Бајерну је провео 8 година, а са клубом је освојио 5 титула првака Немачке, 4 Купа Немачке и Лигу шампиона 2000/01.
Санта Круз је лета 2007. прешао у Блекберн роверсе. У првом колу Премијер лиге против Мидлсброа је постигао гол у победи 2:1. У првој сезони је био најбољи стрелац Блекберна. Након 2 успешне сезоне у Блекберну, прелази у Манчестер Сити. Први гол за Манчестер Сити постигао је 28. октобра против Сканторп јунајтеда у Лига купу. Постигао је само 4 гола на 22 утакмице у првој сезони, а у другој сезони је одиграо само 3 утакмице без гола, и тренер Роберто Манћини је хтео да прода Роке Санта Круза. У јануару 2011. се позајмљен вратио у Блекберн, где је играо до краја сезоне.
Сезоне 2011/12. позајмљен је Бетису, а сезоне 2012/13. Малаги, где игра солидно и прелази у Малагу сезоне 2013/14. Након Малаге 2015. прелази у мексички Круз Азул. Након једне полусезоне се враћа у Малагу на позајмицу, а након тога се 2016. враћа у парагвајску Олимпију, где је и почео каријеру. У Олимпији игра још увек, а са клубом је до сада освојио 2 Апертуре и 1 Клаусуру у првенству Парагваја.

## Репрезентативна каријера
Санта Круз је за репрезентацију Парагваја дебитовао против Боливије 29. јуна 1999. на Копа Америци. Играо је за Парагвај на Светском првенству 2002, 2006. и 2010. Са Парагвајем је на Светском првенству 2002. дошао до осмине финала, а 2010. до четвртфинала првенства. Године 2011. на Копа Америци је са Парагвајем заузео друго место.

## Трофеји
Олимпија Асунсион
- Прва лига Парагваја: 1997, 1998, 1999, 2018 Апертура, 2018 Клаусура, 2019 Апертура

Бајерн Минхен
- Бундеслига: 1999/00, 2000/01, 2002/03, 2004/05, 2005/06
- Куп Немачке: 1999/00, 2002/03, 2004/05, 2005/06
- Лига куп Немачке: 2000, 2004
- Лига шампиона: 2000/01
- Интерконтинентални куп: 2001